# NGC 1933
NGC 1933 DSS.jpg
أن جي سي 1933 (بالفرنسية: NGC 1933)‏ الذي يرمز له بالرمز 2MASS J05221715-6609150، هو نجم، في كوكبة أبو سيف (كوكبة).

## الإكتشاف
اكتشف في 2 نوفمبر 1834، بواسطة جون هيرشل.